# ムランジェ県
ムランジェ県（ムランジェけん、Mulanje district）は、マラウイ南部州にある県であり、中心となる都市もムランジェ（Mulanje Town）である。

## ムランジェ県
2056km²の面積と、42万8322人の人口を擁する県である。この県はゾンバ県およびチラズル県、パロンベ県、チョロ県と隣接しており、茶の栽培で有名である。また、マラウイ国内で最高峰のムランジェ山があることでも知られる。

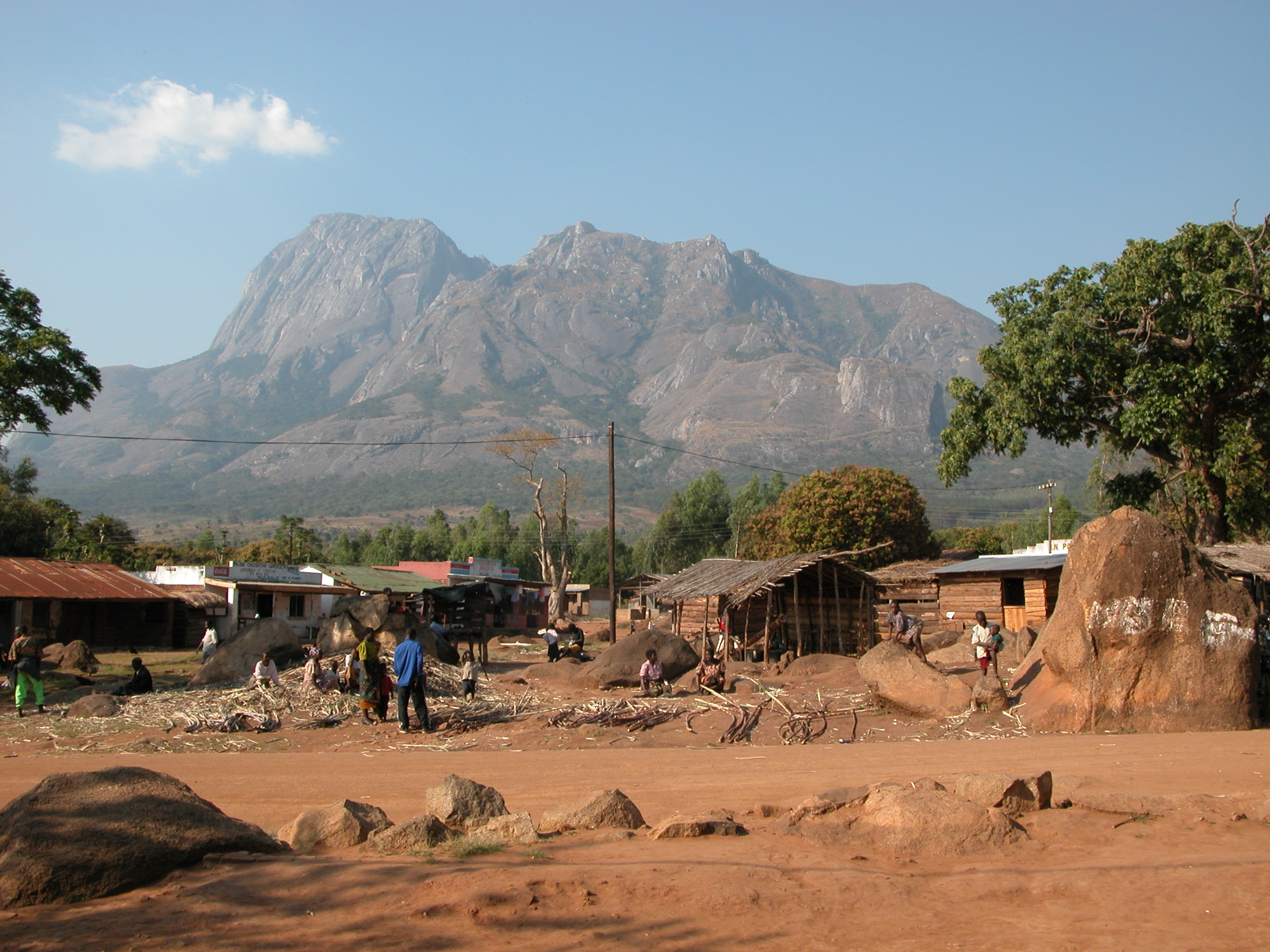
ムランジェ山の景色